# Jason Dohring
Jason Dohring (Toledo, 30 marzo 1982) è un attore statunitense, noto per aver interpretato il personaggio di Logan Echolls nella serie televisiva Veronica Mars.

## Biografia
Jason è il primogenito di Laurie e Doug Dohring, presidente del consiglio d'amministrazione e amministratore delegato di Neopets. Ha due fratelli, Robert e Jonathan, e due sorelle, Kelsey e Kirsten, entrambi coppie di gemelli identici. Tutti e cinque i fratelli Dohring sono attori. Sua sorella Kelsey ottenne il ruolo della piccola Christine Ellen "Chrissy" Seaver in Genitori in blue jeans.
È un seguace di Scientology di seconda generazione. È un esperto sciatore e si diverte a praticare snowboard, water ski, golf, e boxe.
È sposato dal 31 luglio 2004 con Lauren Kutner e ha due figli, Owen (2010) e Lilly (2012).

## Carriera
Jason ha cominciato la sua carriera apparendo in diverse pubblicità e ottenendo in seguito piccoli ruoli in film e serie televisive.
È apparso in diverse serie televisive come Ancora una volta, Roswell, The Parkers, JAG - Avvocati in divisa, Boston Public, Giudice Amy, Cold Case, Supernatural e The Division, oltre ad un piccolo ruolo in Deep Impact. Ha inoltre recitato come comparsa nel famoso film Omicidio nel condominio dove ha interpretato il fidanzato di Natasha, ragazza scozzese trovatasi nel condominio per uno scambio culturale.
Interpreta la parte di un insegnante di scuola pubblica nella prima serie di Ringer.
Jason è comunque meglio conosciuto per aver interpretato il ruolo del ragazzo ricco del sud California Logan Echolls nella serie televisiva Veronica Mars. Lo show fu trasmesso originariamente da UPN fino a che nel 2006 il canale si è fuso con la The WB dando vita a The CW. Nel 2006 Jason è stato nominato per un Ivy Award come Miglior attore di supporto in una serie drammatica. Nel 2007 ha recitato come protagonista nel film The Deep Below.
Dopo la cancellazione di Veronica Mars, Jason ha stipulato un contratto con la Warner Bros. e con la CBS grazie al quale è entrato a fa parte del cast della serie televisiva Moonlight, dove interpreta il vampiro Josef Kostan, la serie è durata una sola stagione.
Ha recitato un ruolo nel thriller indipendente Black Cadillac.
Nell'ottobre 2008 ha superato un casting molto scrupoloso per il ruolo di Spencer nel nuovo tv drama-comedy prodotto da SJP per la HBO "Washingtonienne". L'episodio pilota è ancora in attesa di essere confermato da parte del Network.
Ha anche un ruolo come Guest Star nell'episodio 11 della seconda stagione di Lie to Me (Battere il Diavolo) interpreta Martin Walker.
Appare anche in CSI: Scena del crimine sempre come guest star nell'episodio 12 della decima stagione (Colpo secco).
Ha partecipato all'episodio 7x12 di Supernatural interpretando un Dio del tempo, Crono.
Nel 2013 è stato confermato nel cast del film Veronica Mars, continuazione della serie cancellata nel 2006. Al suo fianco troviamo Kristen Bell (Veronica).
Interpreta il ruolo di Killian McCrane nell'episodio 4 della prima stagione di The Tomorrow People.
Appare inoltre nella terza e nella quarta stagione della serie The Originals interpretando la parte del detective Will Kinney.

## Filmografia

### Cinema
- Deep Impact, regia di Mimi Leder (1998)
- Train Quest, regia di Jeffrey Porter (2001)
- Black Cadillac, regia di John Murlowski (2003)
- The Deep Below, regia di Rod Slane (2007)
- Struck, regia di Taron Lexton (2008) - cortometraggio
- Searching for Sonny, regia di Andrew Disney (2011)
- Veronica Mars - Il film (Veronica Mars), regia di Rob Thomas (2014)
- The Squeeze, regia di Terry Jastrow (2015)
- Destined, regia di Quasim Basir (2016)
- You Are Here, regia di Adam Neutzsky-Wulff (2019)

### Televisione
- Someone She Knows, regia di Eric Laneuville (1994) - film TV
- Baywatch - serie TV, episodio 6x07 (1995)
- Journey, regia di Tom McLoughlin (1995) - film TV
- La famiglia Brock (Picket Fences) - serie TV, episodio 4x19 (1996)
- Mr. Rhodes - serie TV, episodio 1x01 (1996)
- Eddie, il cane parlante (100 Deeds for Eddie McDowd) - serie TV, episodio 1x01 (1999)
- Ancora una volta (Once and Again) - serie TV, episodio 1x14 (2000)
- Un cavallo un po' matto (Ready to Run), regia di Duwayne Dunham – film TV (2000)
- Roswell – serie TV, episodio 2x17 (2001)
- The Parkers – serie TV, episodio 3x08 (2001)
- JAG - Avvocati in divisa (JAG) – serie TV, episodio 7x13 (2002)
- Boston Public - serie TV, episodi 3x02-3x14 (2002-2003)
- Giudice Amy (Judging Amy) - serie TV, episodio 5x15 (2004)
- Cold Case - Delitti irrisolti (Cold Case) - serie TV, episodio 1x22 (2004)
- The Division - serie TV, episodi 4x21-4x22 (2004)
- Veronica Mars - serie TV, 68 episodi (2004-2019)
- Moonlight - serie TV, 18 episodi (2007-2008)
- Party Down - serie TV, episodio 1x02 (2009)
- CSI - Scena del crimine (CSI: Crime Scene Investigation) - serie TV, episodio 10x12 (2010)
- Lie to Me - serie TV, episodio 2x11 (2010)
- Ringer - serie TV, 9 episodi (2011-2012)
- Supernatural - serie TV, episodio 7x12 (2012)
- Le regole dell'amore (Rules of Engagement) - serie TV, episodio 7x03 (2013)
- The Tomorrow People - serie TV, episodio 1x04 (2013)
- Motive - serie TV, episodio 2x06 (2014)
- Play It Again, Dick - serie web, episodi 1x01-1x02-1x08 (2014)
- La scelta di April (Heart of the Matter), regia di Kristoffer Tabori (2015) - film TV
- The Messengers - serie TV, episodi 1x08-1x12-1x13 (2015)
- The Originals - serie TV, 11 episodi (2015-2017)
- iZombie - serie TV, 15 episodi (2017-2018)
- Bluff City Law - serie TV, episodio 1x09 (2019)
- All Rise - serie TV, episodio 1x16 (2020)
- SEAL Team (serie televisiva) - serie TV, episodi 4x13, 4x14 (2021)

### Doppiatore
- Terra , nella saga videoludica Kingdom Hearts

## Doppiatori italiani
Nelle versioni in italiano dei suoi film, Jason Dohring è stato doppiato da:
- Stefano Crescentini in Veronica Mars, Moonlight, Veronica Mars - Il film
- Emiliano Coltorti in Lie to Me, iZombie, All Rise
- Fabrizio De Flaviis in Cold Case - Delitti irrisolti
- Francesco Pezzulli in CSI - Scena del crimine
- Daniele Giuliani in The Originals
- Marco Vivio in The Tomorrow People
- Alberto Caneva in Supernatural
- Davide Perino in Motive